# 宮永孝
宮永 孝（みやなが たかし、1943年9月13日 - ）は、日本の歴史学者。博士（文学）（法政大学・論文博士・1993年）（学位論文「幕末オランダ留学生の研究」）。元法政大学教授。専攻は異文化交渉・交流史、日本洋学史、比較文学。

## 来歴
富山県高岡市に生まれる。早稲田大学大学院文学研究科満期退学。
法政大学教養部講師、助教授、社会学部教授。2014年定年退任。
1993年「幕末オランダ留学生の研究」で法政大学より博士（文学）の学位を取得。2002年ゲスナー賞銀賞受賞。

## 著書
- 『文壇の異端者 エドガー・アラン・ポーの生涯』（新門社） 1979年
- 『ペリー提督 日本遠征とその生涯』（有隣堂、有隣新書） 1981年
- 『幕府オランダ留学生』（東京書籍、東書選書） 1982年
- 『異常な物語の系譜 フランスにおけるポー』（三修社） 1983年
- 『ポンペ 日本近代医学の父』（筑摩書房） 1985年
- 『阿蘭陀商館物語』（筑摩書房） 1986年
- 『開国の使者 ハリスとヒュースケン』（雄松堂出版、東西交流叢書） 1986年、新版 2007年
- 『文久二年のヨーロッパ報告』（新潮選書） 1989年、のち改題『幕末遣欧使節団』（講談社学術文庫） 2006年
- 『幕末オランダ留学生の研究』（日本経済評論社） 1990年
- 『万延元年のアメリカ報告』（新潮選書） 1990年、のち改題『万延元年の遣米使節団』（講談社学術文庫） 2005年
- 『幕末おろしや留学生』（筑摩書房、ちくまライブラリー） 1991年
- 『幕末維新オランダ異聞』（日本経済評論社） 1992年
- 『アメリカの岩倉使節団』（筑摩書房、ちくまライブラリー） 1992年
- 『日独文化人物交流史 ドイツ語事始め』（三修社） 1993年
- 『慶応二年幕府イギリス留学生』（新人物往来社） 1994年
- 『ジョン・マンと呼ばれた男 漂流民中浜万次郎の生涯』（集英社） 1994年
- 『高杉晋作の上海報告(レポート)』（新人物往来社） 1995年
- 『幕末異人殺傷録』（角川書店） 1996年
- 『白い崖の国をたずねて 岩倉使節団の旅 木戸孝允のみたイギリス アルビヨン』（集英社） 1997年
- 『日本史のなかのフランス語 幕末明治の日仏文化交流』（白水社） 1998年
- 『海を渡った幕末の曲芸団 高野広八の米欧漫遊記』（中公新書） 1999年
- 『日本とイギリス 日英交流の400年』（山川出版社） 2000年
- 『プリンス昭武の欧州紀行 慶応3年パリ万博使節』（山川出版社） 2000年
- 『ポーと日本 その受容の歴史』（彩流社） 2000年
- 『日本洋学史 葡・羅・蘭・英・独・仏・露語の受容』（三修社） 2004年
- 『社会学伝来考 明治・大正・昭和の日本社会学史』（角川学芸出版） 2011年
- 『仮面の奇人 三木清』（法政大学出版局） 2025年

## 翻訳
- 『グラント将軍日本訪問記』（ジョン・ラッセル・ヤング、雄松堂出版、新異国叢書） 1983年
- 『北槎聞略』（桂川甫周、雄松堂出版、海外渡航記叢書） 1988年
- 『ジョン万次郎漂流記 運命へ向けて船出する人』（エミリー・V・ウォリナー、雄松堂出版、海外渡航記叢書） 1991年
- 『ポー若き日の手紙 未発表書簡集』（メアリー・N・スタナード編、彩流社） 2002年
- 『スミス 日本における十週間』（ジョージ・スミス、雄松堂出版、新異国叢書） 2003年 - 筆者はイギリス宣教師
- 『馬を買いに来た男 イギリス陸軍将校の幕末日本日記』（E・B・ド・フォンブランク、雄松堂出版、東西交流叢書） 2010年

## 論文
- >宮永孝